# Skocznia narciarska w Sanoku
Skocznia narciarska w Sanoku – nieistniejąca skocznia narciarska w Sanoku.

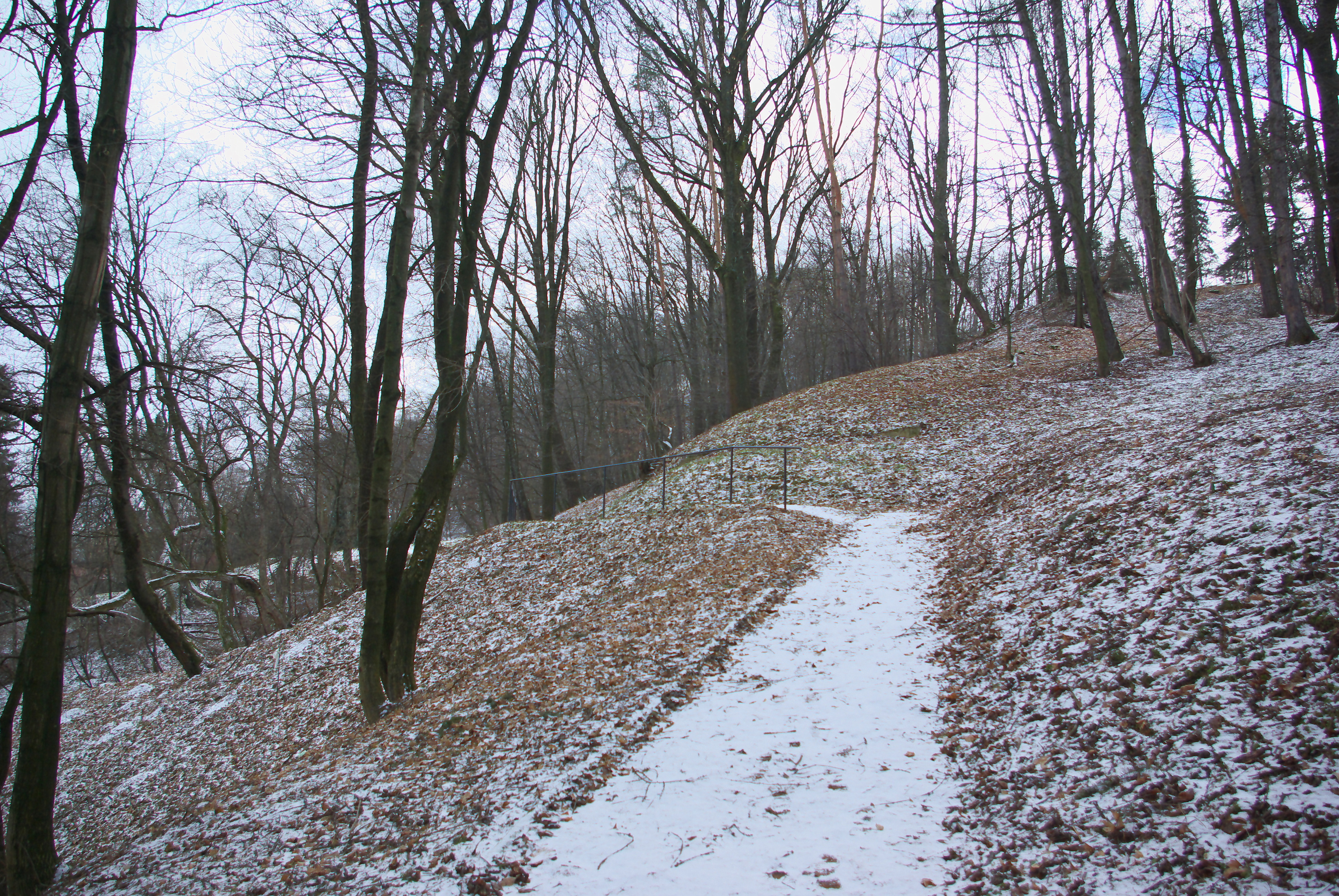
Stok Góry Parkowej, gdzie istniała skocznia

## Historia
W sezonie zimowym 1951/1952 istniała prowizoryczna skocznia narciarska, stworzona w centrum Sanoka, na północnym stoku Góry Parkowej i jednocześnie na obszarze parku miejskiego im. Adama Mickiewicza, zaś przed kolejnym sezonem miejscowi działacze narciarscy postanowili zbudować użyteczną skocznię i w tym celu uzyskali zezwolenie władz Prezydium Miejskiej Rady Narodowej na wycięcie drzew parkowych. Skocznia była budowana od końca 1952 wskutek zaangażowania sekcji Powiatowego Komitetu Kultury Fizycznej w Sanoku, sekcji klubu Górnik Sanok kierowanego przez Zbigniewa Dańczyszyna i innych jednostek miejskich, prace wykonywali w czasie wolnym po pracy i zajęć sami sportowcy oraz młodzież szkolna pod kierunkiem działaczy sportowych (Adam Bieniasz, Zbigniew Marcinkowski, Artur Wojtowicz). Był to obiekt o sztucznym najeździe, usytuowany na północnym stoku parku, w pobliżu Źródełka Chopina, pozostający w gestii Powiatowego Ośrodka Sportu Turystyki i Wypoczynku „Wierchy”. Skocznia została otwarta w sezonie zimowym 1953. Wówczas miejscowi skoczkowie wykonywali na niej skoki na odległość ok. 25–35 m. W styczniu 1954 w Sanoku odbyły się III Narciarskie Mistrzostwa Juniorów województwa rzeszowskiego, w trakcie których rywalizowali w obrębie parku, zamienionego na mały ośrodek narciarski, w skład którego wchodziła skocznia ze sztucznym rozbiegiem i punktem krytycznym na odległości 26 m, trasa zjazdowa, stok slalomowy, zaś w pobliżu utworzono także start do biegów płaskich. W pobliżu powstał także tok saneczkowy.
Największą swoją świetność skocznia przeżywała w latach 1956 i 1957, kiedy to była areną Mistrzostw Okręgu Polskiego Związku Narciarskiego. W 1956 Wojewódzki Komitet Kultury Fizycznej (WKKF) w Rzeszowie otrzymał kwotę 100 tys. zł. na wyremontowanie skoczni w Rzeszowie i w Sanoku. Prace budowlane przy skoczni trwały w 1958 i 1959. Działał przy tym Józef Baszak. Pod koniec 1960 remont skoczni nie został jeszcze ukończony; do tego czasu została odnowiona część górna, w tym rozbieg i wieża sędziowska, zaś niewykończony pozostawał zeskok. Z uwagi na niezrealizowany remont skocznia pozostawała nieczynna w sezonach: 1961/1962; 1963/1964. W 1962 trwała budowa wyciągu narciarskiego. Na początku 1965 na ukończeniu pozostawała budowa skoczni narciarskiej (zaplanowanej dla skoków nawet na odległość 45 metrów), zaś w tym rejonie 7 lutego 1965 został oddany do użytku narciarski wyciąg orczykowy na Górę Parkową, biegnący spod sanockiego stadionu, natomiast stok slalomowy został oświetlony. 22 lutego 1965 oddano do użytku gruntownie przebudowaną skocznię narciarską. Na przełomie lat 60. i 70. XX wieku była jednym z obiektów (wraz ze skoczniami w Iwoniczu, Dukli i Zagórzu), na których rozgrywano lokalny "konkurs czterech skoczni", wzorowany na turnieju odbywającym się w Austrii i Niemczech.
Skocznia została przebudowana (m.in. powiększono rozbieg, zmianie uległ próg, wydłużono punkt krytyczny). W latach kolejnych, także wobec likwidacji sekcji narciarskich w sanockich klubach sportowych, nieużywana skocznia ulegała dewastacji. Obecnie pozostały po niej nieliczne metalowe elementy.
Po 2000 roku powstał projekt, by w miejscu po dawnej skoczni powstały dwa obiekty o punktach konstrukcyjnych K10 i K25, pokryte igelitem. Wobec braku wsparcia finansowego ze strony PZN, zamierzeń nie zrealizowano.
Poeta Janusz Szuber zawarł odniesienie do skoczni w wierszu pt. Wagary, opublikowanym w tomikach poezji pt. Paradne ubranko i inne wiersze z 1995 oraz w publikacji pt. Mojość z 2005. O skoczni wzmiankował także w swoich wspomnieniach Marian T. Kutiak, który opisał ją jako niedużą, z naturalnym zjazdem i zakończoną ostrym podjazdem w gorę celem wyhamowania.